# Luis Pedro Figueroa
Luis Pedro Figueroa Sepúlveda (* 14. Mai 1983 in San Pedro de la Paz) ist ein ehemaliger chilenischer Fußballspieler. Der Mittelfeldspieler gewann vier Meistertitel und absolvierte 16 Länderspiele für Chile.

## Karriere

### Verein
Luis Figueroa spielte in der Jugend von Universidad de Concepción und debütierte für den Klub im Alter von 18 Jahren. Nach guten Leistungen wechselte er in die Hauptstadt zu Universidad de Chile. 2007 verbrachte der 1,79 m große Figueroa in Argentinien, erst bei Arsenal de Sarandí, anschließend leihweise beim CA Banfield. 2008 kehrte er nach Chile zurück und spielte kurze Zeit für den CD Cobreloa. Mitte 2008 wechselte Figueroa zu Rekordmeister CSD Colo-Colo, mit dem er in der Clausura 2008 seinen ersten Meistertitel mit dem Klub gewann.
In der Copa Libertadores 2009 spielte Figueroa in der Gruppenphase gegen Palmeiras São Paulo, das ihn im Juli 2009 unter Vertrag nahm. Nach starken Leistungen zu Beginn etablierte sich der Chilene schnell als Stammspieler, erlitt jedoch im Februar 2010 eine Verletzung. Der brasilianische Klub verpflichtete als Ersatz Vítor, der den Startelfplatz unter dem neuen Trainer Luiz Felipe Scolari nicht mehr an Figueroa abgab. Der auslaufende Vertrag des Chilenen zum 31. Juli 2010 wurde daraufhin nicht verlängert und er schloss sich Unión Española an.
2011 schloss sich Figueroa dem portugiesischen Verein SC Olhanense an, blieb dort allerdings nicht lange und kam nach Chile zurück. Figueroa lief für den CD O’Higgins auf und gewann mit dem Klub aus Rancagua die Meisterschaft der Apertura der Saison 2013/14. Es war die erste und bislang einzige Meisterschaft für den Klub. Den Supercup gegen Deportes Iquique gewann O’Higgins im Elfmeterschießen. Figueroa hatte zuvor in der 39. Spielminute den Ausgleich beim 1:1 nach 90 Minuten erzielt und auch im Elfmeterschießen war er erfolgreich. In der Copa Libertadores 2014 schied O’Higgins als Gruppendritter in der Gruppenphase aus.
2015 wechselte Figueroa erneut zu Colo-Colo unter Trainer Héctor Tapia und gewann in der Aperturea der Saison 2015/16 und der Transición 2017 zwei weitere Meisterschaften mit den Albos. Nach der Entlassung von Tapia kam José Luis Sierra, der mehr auf Martín Rodríguez und Christofer Gonzales setzte. 2017 wurde der Argentinier Pablo Guede Trainer des Klubs und setzte auch wegen der Verletzung von Gonzalo Fierro wieder auf Figueroa, allerdings nur bis zur Verpflichtung von Óscar Opazo. Figueroa verlängerte seinen Ende 2017 auslaufenden Vertrag nicht.
Nach zwölf Jahren kehrte Luis Figueroa zu seinem Jugend- und Debütklub Universidad de Concepción zurück. In der Copa Libertadores 2018 schied der Verein in der Qualifikation gegen den brasilianischen Vertreter CR Vasco da Gama aus. Die letzten zwei Karrierejahre verbrachte Figueroa bei Coquimbo Unido, mit dem er das Halbfinale der Copa Sudamericana 2020 erreichte, allerdings auch in die Primera B abstieg. 2021 gelang dem Klub mit Figueroa, der zur Halbserie seine Karriere beendete, der direkte Wiederaufstieg.

### Nationalmannschaft
Luis Figueroa debütierte für Chile im Februar 2004 unter Juvenal Olmos beim Freundschaftsspiel gegen Mexiko. Bei der Copa América 2004 wurde er nominiert, kam aber im Turnier nicht zum Einsatz. Seine einzigen zwei Pflichtspiele absolvierte Figueroa im Juni 2012 bei den 2:0-Erfolgen über Bolivien und Venezuela in der Qualifikation für die Weltmeisterschaft 2014. Figueroa lief das letzte Mal beim 2:2-Unentschieden im Freundschaftsspiel im April 2013 gegen Brasilien auf, als er in der 78. Spielminute für Patricio Rubio eingewechselt wurde. Insgesamt spielte Figueroa 16 Partien für La Roja und erzielte dabei ein Länderspieltor. Dieses gelang ihm per Elfmeter beim 3:2-Erfolg im Freundschaftsspiel gegen Paraguay.
Mit der U-20 Chiles hatte Figueroa an der Südamerikameisterschaft 2003 in Uruguay teilgenommen. Chile schied in der Gruppenphase aus. Zudem spielte Figueroa beim olympischen Qualifikationsturnier 2004 für die Olympiamannschaft Chiles, jedoch verpasste La Roja als Vierter in der Finalrunde die Spiele in Athen.

## Erfolge
Colo-Colo
- Chilenischer Meister: 2008-C, 2015/16-A, 2017-T
- Chilenischer Pokalsieger: 2016
- Chilenischer Supercup-Sieger: 2017

O’Higgins
- Chilenischer Meister: 2013/14-A
- Chilenischer Supercup-Sieger: 2014

Coquimbo Unido
- Chilenischer Zweitliga-Meister: 2021